# Conus perplexus
Conus perplexus är en snäckart som beskrevs av Sowerby 1857. Conus perplexus ingår i släktet Conus och familjen kägelsnäckor. Inga underarter finns listade i Catalogue of Life.

## Bildgalleri

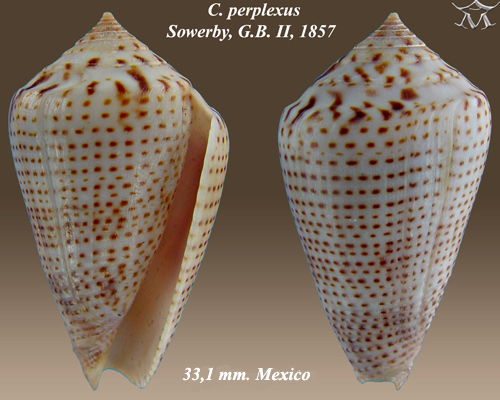
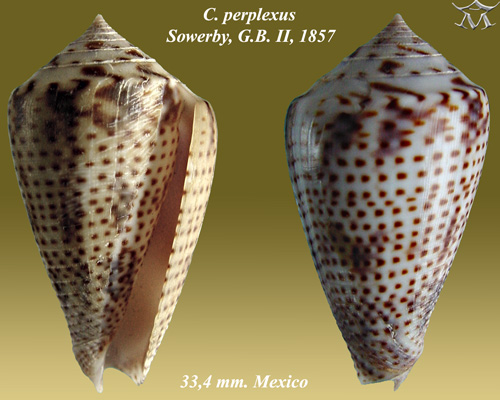
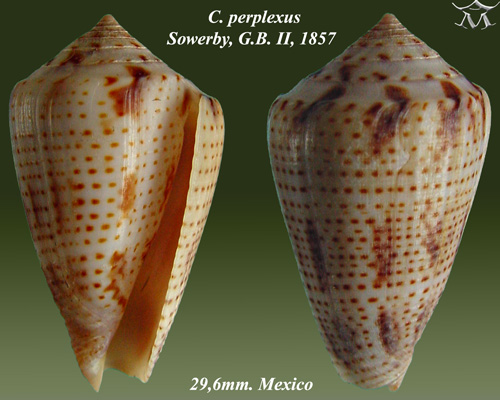